# 沃爾什海崖
53°6′S 73°23′E / 53.100°S 73.383°E
沃爾什海崖（英語：Walsh Bluff），是南極洲的海崖，位於澳大利亞海外領地赫德島西部，處於阿博特史密斯冰川終點以北，在1948年由澳大利亞探險隊測量。